# Sítio Arqueológico do Bisnau
A Pedra do Bisnau é um sítio arqueológico brasileiro localizado dentro de uma fazenda particular na cidade de Formosa, estado de Goiás. É um paredão de rocha sedimentar de arenito de 2 600 metros quadrados que contém centenas de inscrições rupestres em baixo relevo que foram produzidas pelos povos ameríndios pré-históricos, estimadamente, entre 4 500 e onze mil anos atrás, no final do período Paleoíndio e no início do período Arcaico.

Inscrições rupestres no sítio arqueológico Pedra do Bisnau.

A 120 quilômetros da capital federal Brasília, às margens da rodovia BR-020, pouco depois do povoado do Bezerra, o local da Pedra do Bisnau é marcado por cerrado de mata aberta e fechada, planaltos e cachoeiras, inclusive a Cachoeira do Bisnau, também chamada de Cachoeira da Capetinga, que fica a quinhentos metros da pedra. Na mesma região, existem outros 29 sítios arqueológicos onde também se encontram petroglifos de significados misteriosos que intrigam cientistas e estudantes, os quais já chegaram a interpretá-los como orientações astronômicas ou até mesmo possíveis contatos com extraterrestres.

## Geologia
Toda essa região insere-se na antiga área de impacto da Faixa Proterozoica Brasília com o craton São Francisco. Conforme se deveria esperar, as formações calcárias são comuns nas vizinhanças. O sitio arqueológico do Bisnau é muito importante ponto turístico para a cidade.

## Geografia

### Clima
De acordo com a classificação climática de Köppen-Geiger, o clima verificado na região da Pedra do Bisnau é o tropical (Aw). Sua temperatura média anual é 22.1°C. Setembro é o mês mais quente do ano, com uma temperatura média de 23.2° C; junho, o mês mais frio, com uma temperatura média de 19.7° C.
A pluviosidade média anual é 1 465 milímetros, sendo dezembro o mês mais chuvoso, com uma média de 281 milímetros de precipitação, e junho o mais seco, com uma média de quatro milímetros de precipitação.

### Hidrografia
Os rios e córregos da região do Sítio Arqueológico do Bisnau pertencem à bacia hidrográfica do Rio Paranã. Este nasce na cidade de Formosa, no estado de Goiás, corre em direção ao estado do Tocantins e, cerca de cinquenta quilômetros estado a dentro, depois de receber as águas do Rio Bezerra, deságua no Rio Tocantins, justamente nas imediações do município homônimo, banhando apenas os dois estados brasileiros. Conta com muitas quedas d'água, inclusive a Cachoeira do Bisnau, que tem mais de 130 metros de altura.

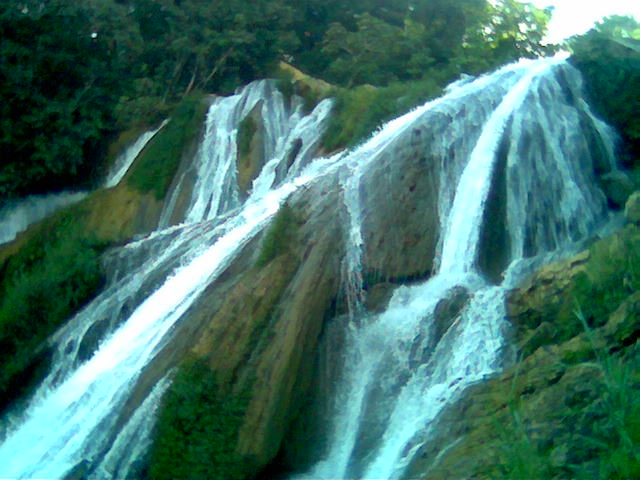
Cachoeira do Bisnau.

### Biodiversidade
A região possui muitas espécies, inclusive em extinção, tanto da fauna como da flora brasileira.

#### Fauna

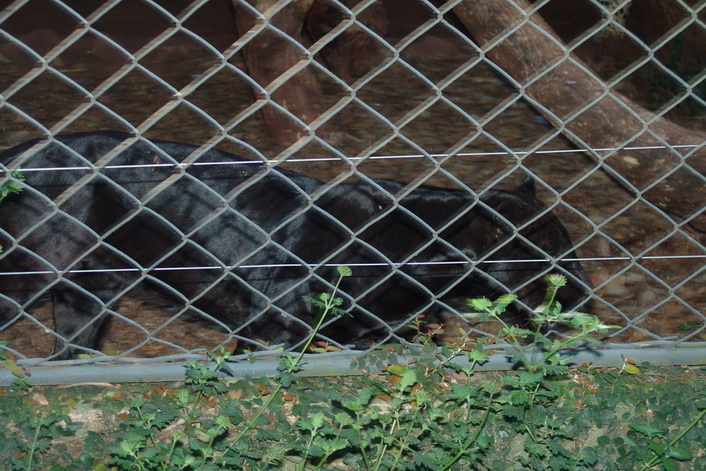
Onça preta, mamífero em extinção que pode ser encontrado na região do Sítio Arqueológico do Bisnau.

O local conta com uma fauna muito rica, onde é possível encontrar até mesmo espécies em extinção como a onça pintada e a onça preta. Tais espécies se refugiaram na região por causa da devastação ambiental ocorrida em áreas próximas. Elas costumam ficar nas regiões mais densas da floresta, longe da trilha turística.
Em relação à sua avifauna, 136 espécies de 40 famílias foram registradas por estudiosos que passaram um ano catalogando, mais precisamente de julho de 2017 a junho de 2018. No período, realizaram um total de 24 visitas ao local para concluir o trabalho. Das espécies em extinção, como Tityra inquisitor (anambé-branco-de-bochecha-parda), muitas são comedoras de frutos e, com isso, dispersam as sementes, contribuindo para a preservação da vegetação nativa. A exemplo de outras espécies encontradas, mas que não estão em extinção, cita-se Dryocopus lineatus (pica-pau-de-banda-branca), Celeus ochraceus (pica-pau-ocráceo) e Dendrocolaptes platyrostris (arapaçu).

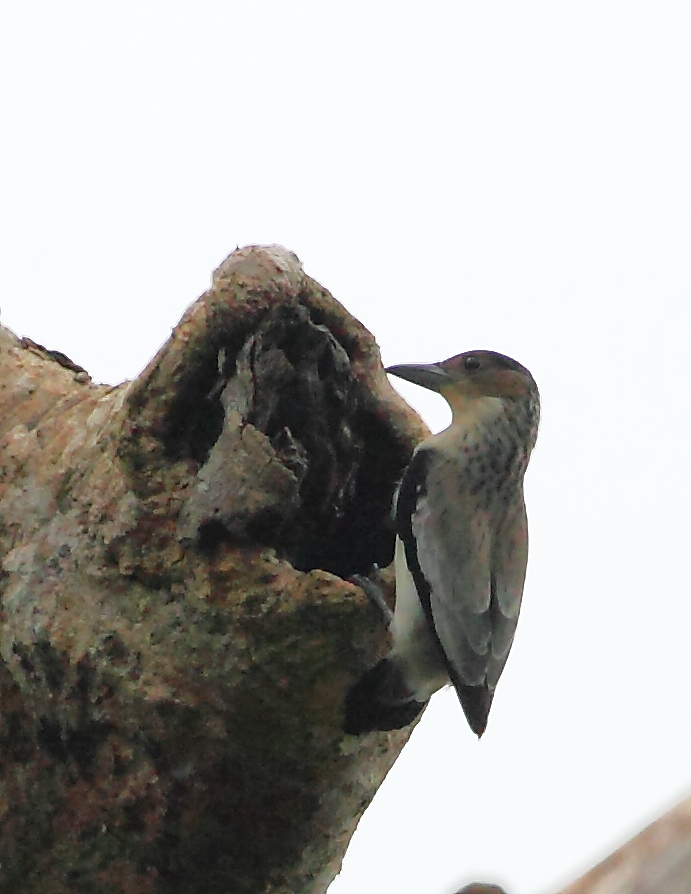
Anambé-branco-de-bochecha-parda, ave presente na região do Sítio Arqueológico do Bisnau.

#### Vegetação
Com uma área de duzentos hectares, a vegetação da região do Sítio Arqueológico do Bisnau tem o cerrado como bioma predominante.

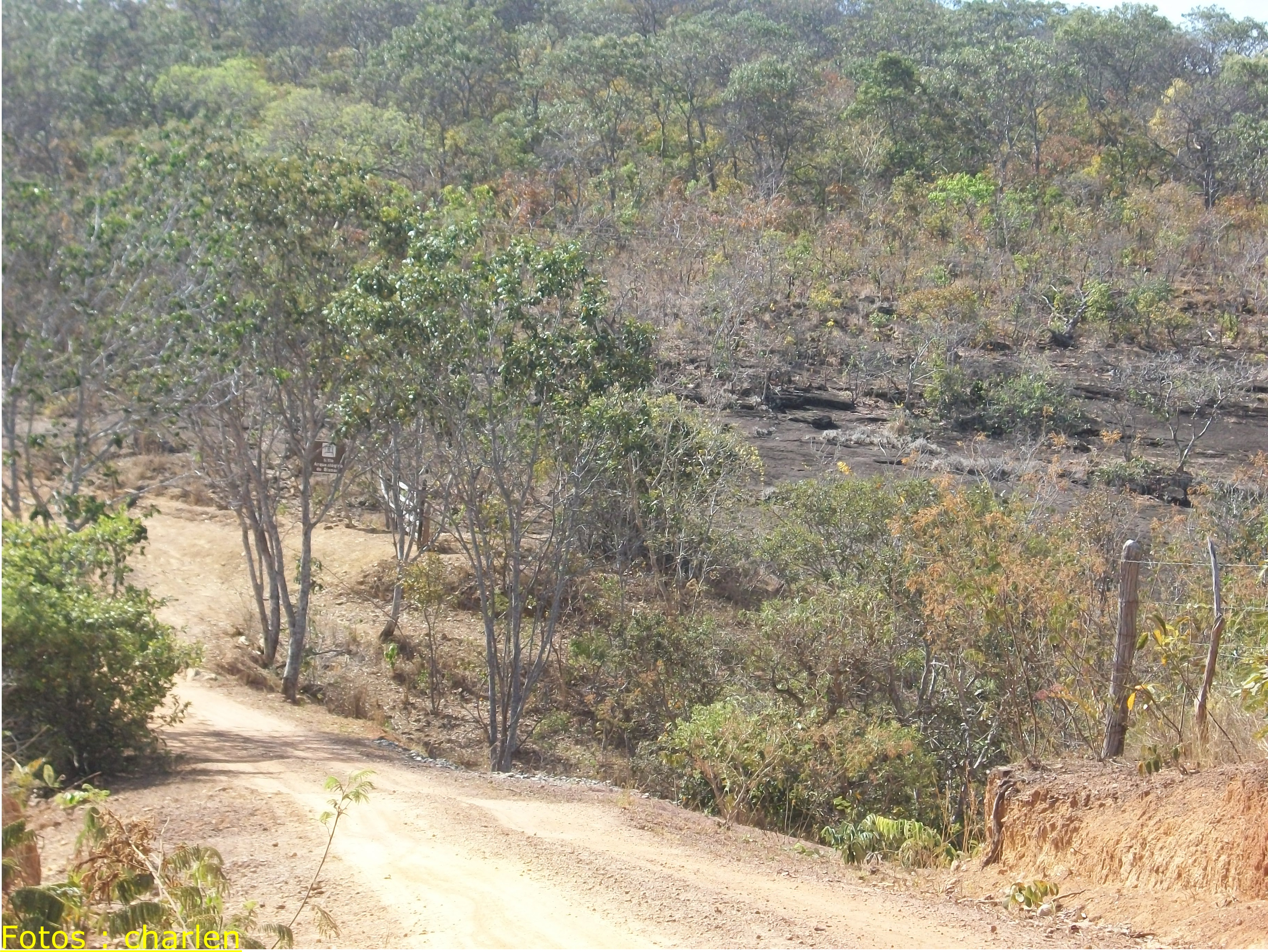
Vegetação do Sítio Arqueológico do Bisnau.

## Estado de conservação
A Pedra do Bisnau, além de sofrer alguns estragos causados pelas chuvas, que arrancam camadas da rocha, ainda é constante alvo de vândalos que cobrem as pinturas rupestres com rabiscos de giz.